# Maria Ludwika Bernhard
Maria Ludwika Bernhard (6 de agosto de 1908 – 1998) fue una arqueóloga clásica polaca, especialista en arte griego. Durante la ocupación alemana de Polonia en la Segunda Guerra Mundial, Bernhard se implicó en el movimiento de la resistencia polaca. Terminada la guerra, Bernhard fue profesora de arqueología clásica en la Universidad de Varsovia. En 1957 fue nombrada catedrática del departamento de Arqueología Clásica de la Universidad Jaguelónica. También fue conservadora de la galería de Arte Antiguo del Museo Nacional de Varsovia entre 1945 y 1962.

## Biografía

### Educación
Bernhard estudió historia del arte y arqueología clásica en la Escuela Francesa de Atenas entre 1937 y 1938. Prosiguió sus estudios, doctorándose por la Universidad de Varsovia en 1939 bajo la tutela de Kazimierz Michałowski. Ya en 1934 había sido de las primeras alumnas de Michalowski en ocupar el puesto de asistente.
En 1938, Bernhard asumió la responsabilidad de organizar la Galería de Arte Antiguo en el Museo Nacional de Varsovia. Con el tiempo, acabaría dirigiendo la Galería de Arte.

### Segunda Guerra Mundial y resistencia polaca
El estallido de la guerra en Europa en 1939 detuvo repentinamente la carrera de Bernhard. Durante la ocupación alemana de Polonia en la Segunda Guerra Mundial, Bernhard vivía en Varsovia y estuvo activa en el movimiento de la resistencia polaca. Fue oficial de enlace de la Armia Krajowa bajo el nombre de guerra «Marianna», y posteriormente dirigió el Departamento V-K de Comunicaciones del Área de Mando de Varsovia de la ZWZ-AK.
Durante la guerra, también siguió trabajando en el museo, donde salvaguardó las colecciones de arte. En 1940, Bernhard fue detenida y enviada a Pawiak, una prisión de la Gestapo.

### Carrera posterior a la guerra
Después de ser liberada de la prisión al final de la guerra, Bernhard ocupó el puesto de profesora de arqueología clásica en la Universidad de Varsovia. Compaginó este trabajo con el de conservadora del departamento de Arte Antiguo del Museo Nacional de Varsovia. Trabajó de conservadora del museo hasta 1962.
En 1954, fue ascendida a la cátedra de Arqueología Clásica de la Universidad Jaguelónica de Cracovia. Impartió clases en la universidad hasta su jubilación en 1978.
Bernhard participó en excavaciones en Tell Edfu (Egipto) en 1954 y en Crimea entre 1956 y 1958. Supervisó una expedición a Palmira en 1967.
Bernhard es conocida sobre todo por su Historia del arte griego antiguo, publicada en polaco en cuatro volúmenes, y por su publicación en siete volúmenes Corpus Vasorum Antiquorum, una revisión académica de las colecciones de arte del Museo Nacional de Varsovia.